# Сейланн
Се́йланн (норв. Seiland, северносаам. Sievju) — остров на севере Норвегии в фюльке (провинции) Финнмарк, расположен к югу (юго-востоку) от острова Сёрёйа, к юго-западу от острова Квалёйа и к северо-востоку от острова Стьернёйа; отделён от материка проливом Варгсунн. По площади (559 км²) это 14-й остров Норвегии, а без учёта островов архипелага Шпицберген — восьмой. Административно территория острова относится к трём коммунам — Хаммерфесту, Алте и Квалсунну.

## Население
Археологами на острове были найдены следы материальной культуры возрастом примерно 7 тысяч лет.
По данным на 2013 год население острова составляло 147 человек. В последние годы население острова значительно сократилось. Несколько рыбацких посёлков стоят заброшенными.

## География, природа
Для острова характерен гористый ландшафт. На острове находятся два самых северных ледника Скандинавии — Nordmannsjøkelen и Seilandsjøkelen. Самая высокая точка острова — гора Seilandstuva (1078 метров).
Остров используется как летнее пастбище для северных оленей.
На значительной части острова в 2006 году был создан национальный парк Сейланн площадью 316 км².